# Associação Desportiva Classista General Motors
A Associação Desportiva Classista General Motors foi um clube brasileiro de futsal, sediado em São Caetano do Sul, estado de São Paulo, considerado um dos principais clubes da década de 1990. Era patrocinada pela empresa General Motors, até o momento do encerramento de suas atividades em 2001, quando seus investidores resolveram entrar na Liga Futsal com a equipe da Ulbra.
Seus principais títulos foram a Liga Paulista de Futsal de 1997 e a Taça Brasil de Futsal de 1998.

## Títulos
- Taça Brasil de Futsal: 1998
- Liga Paulista de Futsal: 1997
- Campeonato Metropolitano de Futsal: 1990, 1992, 1997, 1998